# Коржёвая Слобода
Коржёвая Слобода (укр. Коржова Слобода) — село в Уманском районе Черкасской области Украины.
Население по переписи 2001 года составляло 295 человек. Почтовый индекс — 20380. Телефонный код — 4744.

## Местный совет
20380, Черкасская обл., Уманский р-н, с. Коржёвая Слобода, ул. Победы, 11